# Eric Björnberg
Karl Eric Björnberg (i riksdagen kallad Björnberg i Enköping och Björnberg i Uppsala), född den 3 november 1872 i Kärda i Värnamo kommun, död den 26 december 1941 i Uppsala, var en svensk lantbrukare och politiker (frisinnad).
Efter sin anställning hos grosshandlare Herman Engström vid Torps gård i Jönköping var han officer i Frälsningsarmén i Norge 1894–1898, handelsresande 1898–1902, och egen lantbrukare 1902–1918 på Åkerby gård vid Enköping.  
Eric Björnberg var kommunalman - bland annat kommunalnämndens ordförande i  Vårfrukyrka landskommun utanför Enköping - och aktiv i nykterhetsrörelsen, inte minst som ordförande för Uppsala läns blåbandsförbund. 
Han var riksdagsledamot i andra kammaren för Uppsala läns valkrets åren 1912–1914 samt 1922–1932, fram till 1923 för Liberala samlingspartiet och efter den liberala partisprängningen för Frisinnade folkpartiet. I riksdagen var han bland annat suppleant i bevillningsutskottet 1925–1926 samt 1929 och i andra lagutskottet 1930–1932. Som riksdagsledamot engagerade han sig bland annat i nykterhetsfrågor och bostadspolitik.

## Familj
Eric Björnberg var son till lantbrukaren Anders Björnberg (1820–1900) och Anna Björnberg (1828–1907). Han gifte sig 1912 med Nanna Margareta Lyberg. De blev föräldrar till Arne Björnberg.
Eric Björnberg är begravd på Vårfrukyrkogården i Enköping.